# Stony Blyden
Þorsteinn Sindri Baldvinsson Blyden, né le 3 mars 1993 à Reykjavik (Islande), est un acteur, rappeur, chanteur, batteur et producteur musical islandais. Il est notamment connu pour ses rôles dans les séries télévisées Les Mystères d'Hunter Street et Bluff City Law.

## Biographie
Stony Blyden est né à Reykjavik, en Islande. Son père, Baldvin, est un boulanger islandais et sa mère, Deborah, une instructrice de fitness cubaine. Blyden commence à jouer de la batterie à un âge précoce.

## Filmographie

### Cinéma
- 2016 : The Standoff : Klyde Kosar
- 2018 : Les Potes : Stony
- 2018 : Hope Springs Eternal : Seth Grass[2]
- 2020 : Life in a Year : Kiran[3]

### Télévision

#### Séries télévisées
- 2016 : Casual : le gars à cookie
- 2017–2019 : Les Mystères d'Hunter Street : Max Hunter (rôle principal, 33 épisodes)
- 2019 : Bluff City Law : Emerson (10 épisodes)[4]
- 2022 : How I Met Your Father : Jasper (8 épisodes)

#### Téléfilms
- 2018 : Run for Your Life : Miles